# 1792

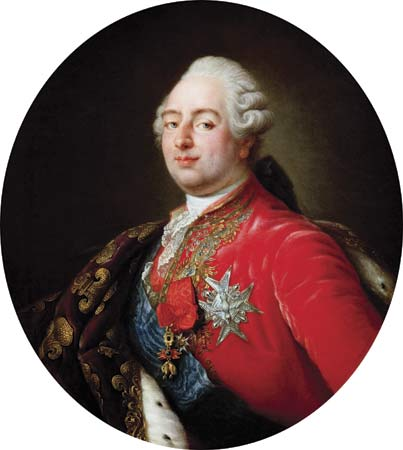
Lodewijk XVI van Frankrijk

Het jaar 1792 is het 92e jaar in de 18e eeuw volgens de christelijke jaartelling.

## Gebeurtenissen
januari
- 9 - Met het Verdrag van Jassy tussen het Russische Rijk en het Ottomaanse Rijk komt een einde aan de Russische-Turkse Oorlog. Rusland krijgt de heerschappij over de Zwarte Zee.
- januari - Revolutionaire Luikse ballingen richten in Parijs het Comité der Vereenigde Nederlanders en Luykenaers op en geven een manifest uit over hun intenties.

februari
- 20 - Het Arnhemse wetenschappelijk genootschap Prodesse Conamur wordt opgericht.

maart
- 2 en 3 - De Fransman Claude Chappe geeft een demonstratie van de mogelijkheden van een nieuw communicatiemiddel: de optische telegraaf.
- 16 - Tijdens een gemaskerd bal in de Opera van Stockholm wordt koning Gustaaf III van Zweden neergeschoten door Jacob Johan Anckarström. Hij sterft op 29 maart. Kroonprins Gustaaf is nog minderjarig, en 's konings broer, prins Karel neemt het regentschap op zich.

april
- 2 - De 22-jarige Napoleon Bonaparte wordt aangesteld als luitenant-kolonel van een bataljon (ongeveer 500 man) Corsicaanse Republikeinse vrijwilligers van de Nationale Garde.
- 4 - De stad Amsterdam verkoopt het eiland Urk aan de Staten van Holland.
- 8 - Napoleon Bonaparte probeert tevergeefs een lokale opstand in Ajaccio te onderdrukken. Tijdens de gevechten moet Napoleon met zijn bataljon een veilig heenkomen zoeken in het seminarie van de stad.
- 25 - In Parijs vindt op de Place de Grève de allereerste executie per guillotine plaats. De veroordeelde is een eenvoudige dief. Het toegestroomde volk is teleurgesteld vanwege de snelheid van het proces. De volgende dag verspreidt zich een liedje door de stad: Rendez-moi ma potence de bois, rendez-moi ma potence ("Geef me mijn houten galg terug, geef me mijn galg terug").

mei
- 16 - Denemarken schaft de slavenhandel af.
- 16 - Het Teatro La Fenice, de opera van Venetië, wordt ingewijd met een opera van Giovanni Paisiello getiteld I Giochi di Agrigento.
- 17 -24 Aandelenhandelaren tekenen onder een Westerse plataan (buttonwood in het Engels) aan Wall Street het Buttonwood Agreement. De New York Stock Exchange is hiermee een feit.
- 21 - Er vindt een uitbarsting plaats van de vulkaan Unzen op Japan die 15.000 mensenlevens eist.

juli
- 14 - In de Kaiserdom St. Bartholomäus in Frankfurt am Main wordt Frans II gekroond tot keizer van het Heilige Roomse Rijk. Hij zal de laatste zijn.
- 30 - Revolutionaire troepen uit Marseille marcheren Parijs binnen. Ze zingen het marslied van het Rijnleger, dat sindsdien de Marseillaise wordt genoemd.

augustus
- 10 - Bestorming van de Tuilerieën: een grote groep Parijzenaars valt het koninklijk paleis, de Tuilerieën, aan. Onder de Zwitserse garde vallen vele doden.
- 17 - In Frankrijk wordt een voorlopig revolutionair Tribunaal opgericht door George Danton, de revolutionaire minister van Justitie.

september
- 2 - Begin van de bloedigste dagen in de Franse Revolutie. In paniek door de Oostenrijkse invasie wordt een bloedbad aangericht onder de politieke gevangenen van het regime. Deze wandaden staan bekend als de septembermoorden.
- 20 - De Assemblée Nationale in Parijs keurt een wet op de burgerlijke stand goed. Ook wordt echtscheiding gelegaliseerd.
- 20 - Nederlaag van een Pruisisch invasieleger in de Slag bij Valmy in de Champagne.  De Pruisische en Oostenrijkse legers trekken zich terug, waardoor Franse troepen onder bevel van generaal Custine de Palts kunnen binnenvallen.
- 21 - In de eerste vergadering van de Nationale Conventie dient Abbé Grégoire een voorstel in om de monarchie af te schaffen. De volgende dag wordt Koning Lodewijk XVI afgezet op beschuldiging van samenspanning met de buitenlandse legers. Uitroeping van de Franse Republiek. Begin van de republikeinse jaartelling.
- 22 - In Nevers wordt plechtig de eerste Tempel van de Mensheid geopend.

oktober
- 13 - De eerste steen wordt gelegd voor het Witte Huis.
- 15 - Bij wet worden in Frankrijk alle ridderordes afgeschaft.
- 21 - Het keurvorstendom Mainz wordt door de Fransen ingenomen.
- 27 - Generaal Charles-François Dumouriez valt de Zuidelijke Nederlanden binnen.

november
- 6 - Charles-François Dumouriez verslaat in de Slag bij Jemappes de troepen van de Oostenrijkse Nederlanden.
- 10 - Er arriveren in Maastricht 120 rijtuigen plus bagage-wagens van rijke Franse vluchtelingen.
- 14 - Wegens de verovering van Brussel door Dumouriez wordt de Noord-Nederlandse gezant Hendrik Hop door de Staten-Generaal teruggeroepen.
- 27 - Het hertogdom Savoye wordt als departement Mont-Blanc ingelijfd bij Frankrijk.
- 27 - In het prinsbisdom Bazel wordt de Rauraakse Republiek uitgeroepen.
- 27 - Franse troepen vallen de Oostenrijkers aan bij Tongeren.

december
- 22 - Nadat een laatste H. Mis is opgedragen, wordt de rooms-katholieke kerk in Paramaribo gesloten, omdat zij zich volgens het gouvernement niet aan de voorwaarden heeft gehouden.
- december - Franse troepen bezetten Roermond. De bisschop vlucht naar Venlo.

zonder datum
- Ex-slaven uit Nova Scotia beginnen met de bouw van Freetown in het huidige Sierra Leone.
- Het laatste officiële heksenproces in Europa vindt plaats in Polen.

## Muziek
- Claude Balbastre componeert zijn variaties op de Marseillaise van Rouget de Lisle als arrangement voor pianoforte. Het slotlied "Ça ira" wordt een grote "hit"in het revolutionaire Frankrijk.
- Domenico Cimarosa schrijft de opera Il matrimonio segreto

## Beeldende kunst

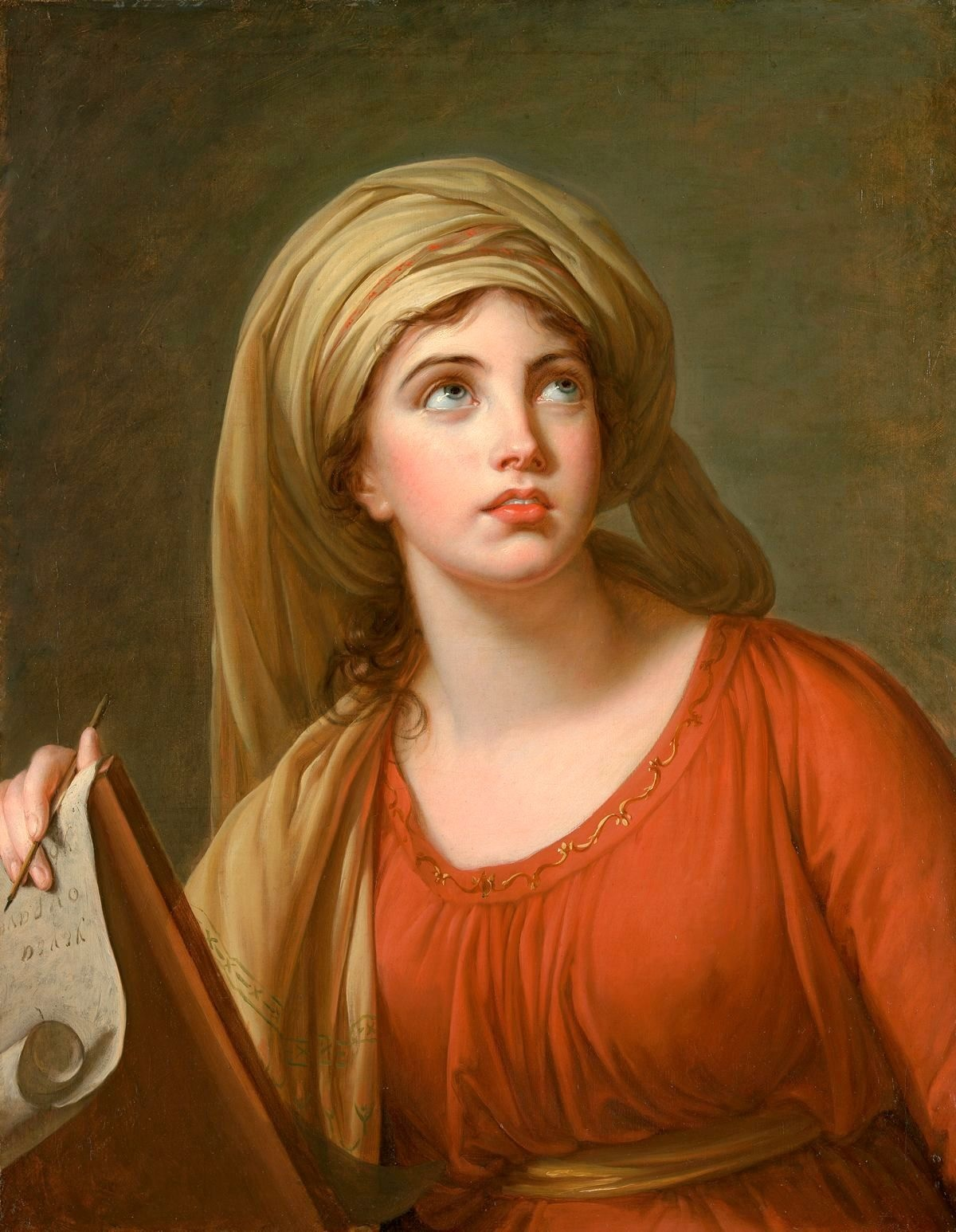
Lady Hamilton (1792), Élisabeth Vigée-Le Brun

## Bouwkunst

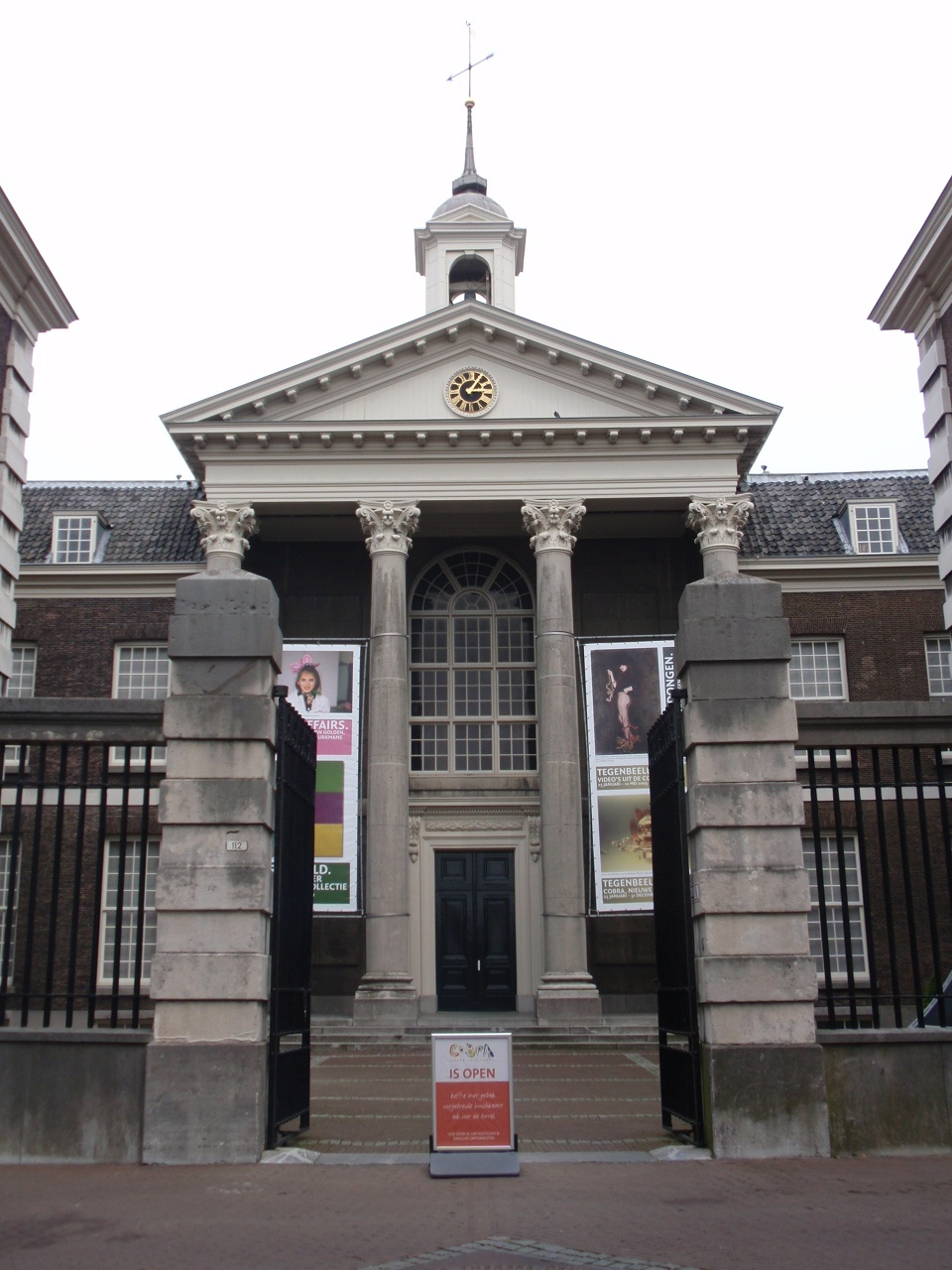
Stedelijk Museum Schiedam (1792) Jan Giudici

## Geboren
februari
- 19 - Sir Roderick Impey Murchison, Schots geoloog (overleden 1871)
- 27 - Maria Theresia Haze, Belgisch ordestichtster (overleden 1876)
- 28 - Karl Ernst von Baer, Duits-Baltisch bioloog (overleden 1876)
- 29 - Gioacchino Rossini, Italiaans componist (overleden 1868)

maart
- 20 - Lucas Stokbroo (overleden 1867), Nederlands verzamelaar en politicus

mei
- 13 - Paus Pius IX (overleden 1878)

juni
- 16 - John Linnell, Engels kunstschilder (overleden 1882)

juli
- 18 - Theresia van Saksen-Hildburghausen, echtgenote van koning Lodewijk I van Beieren (overleden 1854)

augustus
- 13 - Adelheid van Saksen-Meiningen, als echtgenote van Willem IV van 1830-1837 koningin van Engeland (overleden 1849)

september
- 2 - Vicente Ramón Roca, Ecuadoraans politicus (overleden 1858)

oktober
- 13 - Moritz Hauptmann, Duits componist (overleden 1868)
- 19 - Dirk Donker Curtius, Nederlands liberaal politicus (overleden 1864)

november
- 26 - Sarah Grimké, Amerikaans abolitioniste, suffragette en schrijfster (overleden 1873)

december
- 6 - Abraham Jakob van der Aa, Nederlands schrijver en aardrijkskundige (overleden 1857)
- 6 - Willem II, vanaf 1840 koning der Nederlanden (overleden 1849)

datum onbekend
- Thomas Braidwood Wilson, chirurg en ontdekkingsreiziger (overleden 1843)

## Overleden
maart
- 1 - keizer Leopold II van het Heilige Roomse Rijk (44)
- 29 - Gustaaf III van Zweden (46), koning van Zweden van 1771-1792

mei
- 24 - Jakob Michael Reinhold Lenz (41), Duits schrijver

juni
- 30 - Antonio Rosetti (±42), Boheems componist, kapelmeester en contrabassist

augustus
- 3 - Richard arcwright (59), Engels uitvinder en industrieel.
- 17 - Jan Jáchym Kopřiva (38), Boheems componist en organist

oktober
- 28 - John Smeaton (68), Brits civiel ingenieur

december
- 15 - Joseph Martin Kraus (36), Duits componist en hofkapelmeester van Gustaaf III van Zweden